# Кесідрал (Колорадо)
Кесідрал (англ. Cathedral) — переписна місцевість (CDP) в США, в окрузі Гінсдейл штату Колорадо. Населення — 15 осіб (2020).

## Географія
Кесідрал розташований за координатами 38°5′1″ пн. ш. 107°1′50″ зх. д. / 38.08361° пн. ш. 107.03056° зх. д. (38.083629, -107.030681).  За даними Бюро перепису населення США в 2010 році переписна місцевість мала площу 55,11 км², уся площа — суходіл.

## Демографія
Згідно з переписом 2010 року, у переписній місцевості мешкало 14 осіб у 6 домогосподарствах у складі 5 родин. Густота населення становила 0 осіб/км².  Було 21 помешкання (0/км²).
Расовий склад населення:
| - 85,7 % — білих - 7,1 % — осіб інших рас |

До двох чи більше рас належало 7,1 %. Частка іспаномовних становила 14,3 % від усіх жителів.
За віковим діапазоном населення розподілялося таким чином: 21,4 % — особи молодші 18 років, 28,6 % — особи у віці 18—64 років, 50,0 % — особи у віці 65 років та старші. Медіана віку мешканця становила 60,5 року. На 100 осіб жіночої статі у переписній місцевості припадало 100,0 чоловіків;  на 100 жінок у віці від 18 років та старших — 120,0 чоловіків також старших 18 років.
Цивільне працевлаштоване населення становило 6 осіб. Основні галузі зайнятості: сільське господарство, лісництво, риболовля — 100,0 %.